# 당과

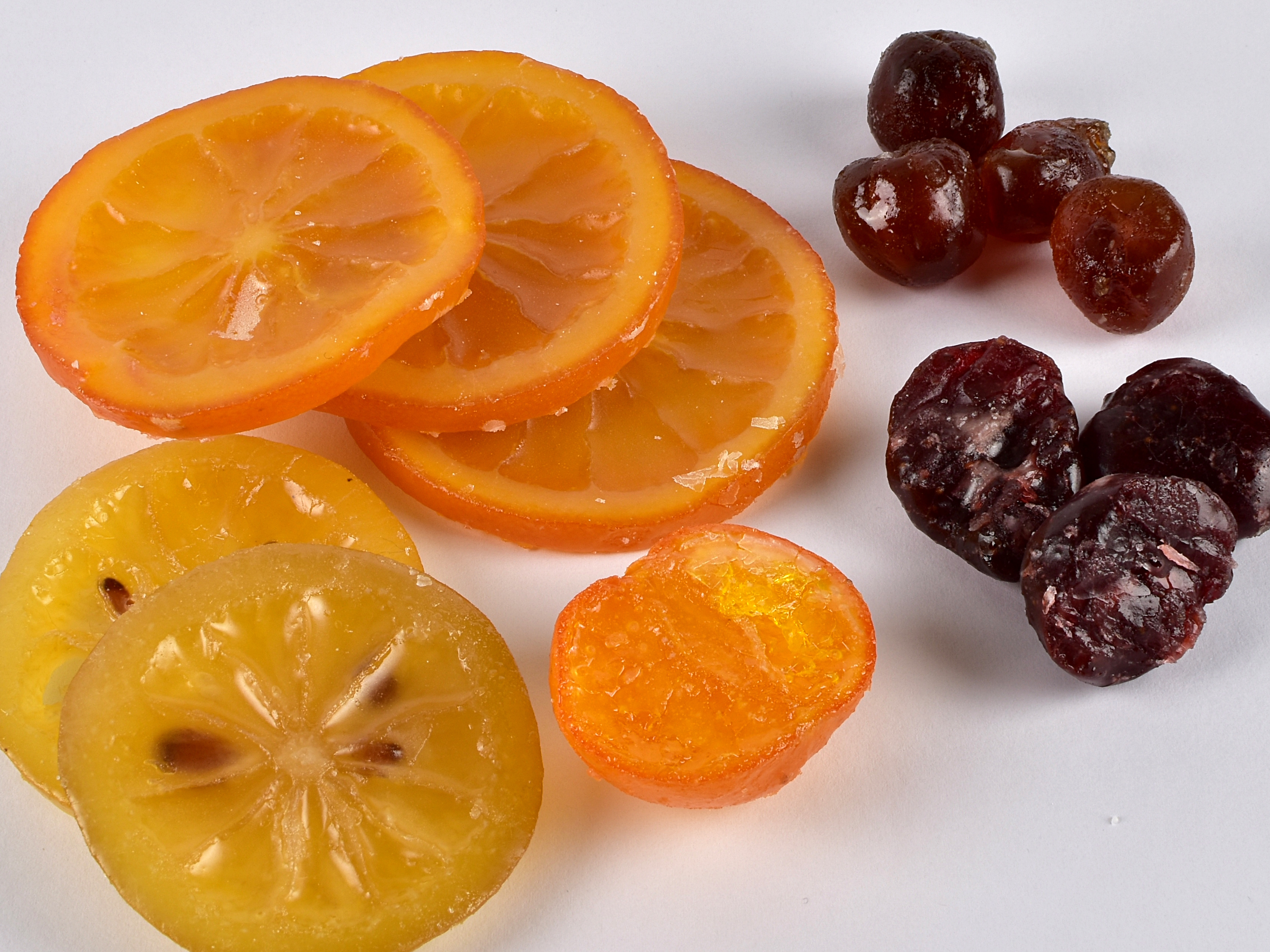
당과

당과(糖菓, Candied fruit, Fruit confit)는 과일이나 채소 등을 가열한 당액에 오래 담가 삼투압 효과를 이용, 과일과 채소 내의 수분을 빼내고 당을 침투시켜 보존성을 높인 식품이다. 한국의 전통 과자중 하나인 정과가 대표적으로 당과의 일종이다.

## 같이 보기
- 콩피
- 탕후루